# Gianluigi Donnarumma
Gianluigi Donnarumma (Castellammare di Stabia, 1999. február 25. –)  Európa-bajnok labdarúgó, olasz válogatott kapus, a Paris Saint-Germain játékosa.

## Pályafutása

### Klubcsapatban
Donnarumma a Club Napoli futballakadémián nevelkedett, szülővárosában, Castellammare di Stabiában. 14 éves korában 250 000 euróért szerződtette az AC Milan, ahol akkoriban bátyja, Antonio Donnarumma is játszott. 2013 és 2015 között az ifjúsági csapat tagja volt, ahol minden korosztályt bejárt, mielőtt a Primavera-csapathoz került volna. Három nappal a 16. születésnapja előtt, 2015 februárjában megkapta első lehetőségét a felnőtt csapatnál, igaz Filippo Inzaghi nem játszatta az AC Cesena elleni mérkőzésen.
A 2015-16-os szezon kezdetén Donnarumma Diego López és Christian Abbiati után harmadik számú kapus volt, de a szezon előtti kínai túrán bemutatkozhatott az első csapatban, 2015. július 30-án. Szintén az előszezonban, a TIM Trophy nevű felkészülési torna döntőjében két büntetőt védett a Sassuolo ellen.
Október 25-én a Sassuolo elleni bajnokin bemutatkozott a Seria A-ban, 16 évesen és 242 naposan, amivel ő lett a második legfiatalabb kapus a bajnokság történetében, mindössze 13 nappal elmaradva Giuseppe Sacchi rekordjától.  Diego López ezt követően mint "a milánói és az olasz labdarúgás jövőjét" üdvözölte. Donnarumma három nappal később 1-0-s győzelem részese volt a Chievo ellen. "Donnarumma csodákat tett" - kommentálta a Gazzetta dello Sport, miután a kezdőcsapat tagjaként három egymást követő győzelemhez segítette csapatát. A Don Balón spanyol sportlap a legígéretesebb 21 év alatti labdarúgónak titulálta.
2016 elején Donnarumma első számú kapussá lépett elő. Január 31-én 3-0 győzelmet ünnepelhetett a városi rivális Internazionale ellen a Derby della Madonnán. Ő védett a szezon végén az Olasz Kupa döntőjében, ahol csapata 0–1-re kikapott a Juventustól.
A következő szezon elején visszavágtak a torinóiaknak a Szuperkupa-döntőben, az AC Milan pedig öt év után nyert újabb trófeát. 2017. július 27-én a román Universitatea Craiova ellen a nemzetközi kupaporondon is bemutatkozhatott. Az albán Shkëndija elleni mérkőzésen első kapott gól nélküli találkozóját is lehozta az Európa-ligában. 2017. december 30-án, a Fiorentina ellen játszotta 100. tétmérkőzését a Milánban, legfiatalabbként a klub történetében.

### A válogatottban
Részt vett a 2015-ös U17-es labdarúgó-Európa-bajnokságon, majd 2016 márciusában már az U21-es csapatban is bemutatkozott. 17 évesen és 28 naposan ő lett a legfiatalabb játékos, aki valaha is játszott a válogatottban a korosztályban.
Antonio Conte nem vitte el a 2016-os Európa-bajnokságra, és már Gian Piero Ventura kapitánysága idején debütált az olasz nemzeti csapatban 2016. szeptember 1-jén a franciák elleni mérkőzésen. 17 évesen és 189 naposan az olasz válogatott történetének legfiatalabb kapusa lett. 2017. március 28-án kezdőként kapott lehetőséget a hollandok ellen. 2017 júniusában részt vett a 2017-es U21-es labdarúgó-Európa-bajnokságon.
2024. június 6-án bekerült a 2024-es labdarúgó-Európa-bajnokságra utazó végleges keretbe.

## Statisztika

### Klubcsapatokban
Legutóbb 2025. január 18.-án lett frissítve.
| Klub                | Idény          | Bajnokság teljesítmény | Bajnokság teljesítmény | Bajnokság teljesítmény | Nemzeti kupa | Nemzeti kupa | Nemzetközi kupa | Nemzetközi kupa | Egyéb      | Egyéb | Összesen   | Összesen |
| Klub                | Idény          | Bajnokság              | Mérkőzések             | Gólok                  | Mérkőzések   | Gólok        | Mérkőzések      | Gólok           | Mérkőzések | Gólok | Mérkőzések | Gólok    |
| ------------------- | -------------- | ---------------------- | ---------------------- | ---------------------- | ------------ | ------------ | --------------- | --------------- | ---------- | ----- | ---------- | -------- |
| Milan               | 2015–16        | Serie A                | 30                     | 0                      | 1            | 0            | —               | —               | —          | —     | 31         | 0        |
| Milan               | 2016–17        | Serie A                | 38                     | 0                      | 2            | 0            | —               | —               | 1          | 0     | 41         | 0        |
| Milan               | 2017–18        | Serie A                | 38                     | 0                      | 4            | 0            | 11              | 0               | —          | —     | 53         | 0        |
| Milan               | 2018–19        | Serie A                | 36                     | 0                      | 2            | 0            | 0               | 0               | 1          | 0     | 39         | 0        |
| Milan               | 2019–20        | Serie A                | 36                     | 0                      | 3            | 0            | —               | —               | —          | —     | 39         | 0        |
| Milan               | 2020–21        | Serie A                | 37                     | 0                      | 0            | 0            | 11              | 0               | —          | —     | 48         | 0        |
| Milan               | Összesített    | Összesített            | 215                    | 0                      | 12           | 0            | 22              | 0               | 1          | 0     | 251        | 0        |
| Paris Saint-Germain | 2021-22        | Ligue 1                | 17                     | 0                      | 2            | 0            | 5               | 0               | 0          | 0     | 24         | 0        |
| Paris Saint-Germain | 2022-2023      | Ligue 1                | 38                     | 0                      | 1            | 0            | 8               | 0               | 1          | 0     | 48         | 0        |
| Paris Saint-Germain | 2023-2024      | Ligue 1                | 25                     | 0                      | 4            | 0            | 12              | 0               | 1          | 0     | 42         | 0        |
| Paris Saint-Germain | Összesített    | Összesített            | 80                     | 0                      | 7            | 0            | 25              | 0               | 2          | 0     | 114        | 0        |
| Teljes karrier      | Teljes karrier | Teljes karrier         | 295                    | 0                      | 19           | 0            | 47              | 0               | 3          | 0     | 365        | 0        |

1. 1 2  Pályára lépései az Olasz szuperkupán.
2. 1 2 3  Pályára lépései az  Európa-ligában.

### Válogatottban
Legutóbb 2017. június 27-én lett frissítve
| Olaszország U21 | Olaszország U21 | Olaszország U21 |
| Évek            | Pályára lépések | Gólok           |
| --------------- | --------------- | --------------- |
| 2016            | 2               | 0               |
| 2017            | 4               | 0               |
| Összesen        | 6               | 0               |

Legutóbb frissítve 2025. január 18.-án.
| Olaszország | Olaszország     | Olaszország | Olaszország |
| Évek        | Pályára lépések | Gólok       |             |
| ----------- | --------------- | ----------- | ----------- |
| 2016        | 2               | 0           |             |
| 2017        | 2               | 0           |             |
| 2018        | 7               | 0           |             |
| 2019        | 5               | 0           |             |
| 2020        | 6               | 0           |             |
| 2021        | 18              | 0           |             |
| 2022        | 10              | 0           |             |
| 2023        | 10              | 0           |             |
| 2024        | 10              | 0           |             |
| Összesen    | 70              | 0           |             |

## Sikerei, díjai
Klub
- AC Milan
  - Olasz szuperkupa: 2016

- Paris Saint-Germain
  - Francia bajnok: 2021–22, 2022–23, 2023–24
  - Francia kupa: 2023–24
  - Francia szuperkupa: 2022, 2023

Válogatott
- Olaszország U21
  - U21-es Európa-bajnokság elődöntős: 2017
- Olaszország
  - Labdarúgó-Európa-bajnokság: 2020